# Vagn Skovgaard-Petersen
Vagn Skovgaard-Petersen (31. maj 1931 i Emmerlev Sogn, Tønder Amt – 7. april 2006 i Hellerup) var en dansk historiker med speciale i dansk skolehistorie.
Student (Haslev) 1949; lærer ved Krebs' Skole fra 1952; cand. mag. (historie, latin, 1958); adjunkt ved Rødovre Statsskole 1958-68; universitetslektor 1963-66; lektor ved Danmarks Lærerhøjskole, Institut for Skolehistorie 1968, professor 1980-99; dr. pæd. 1976.
Vagn Skovgaard-Petersen blev ansat på Institut for Dansk Skolehistorie i 1968. Han var professor i historie ved Danmarks Lærerhøjskole 1980-99. Han var formand for Selskabet for Dansk Skolehistorie 1976-2001, og redigerede Selskabets årbøger fra 1967. Han var desuden en af hovedkræfterne bag Dansk Skolemuseums genåbning i 1996.
Han har bl.a. skrevet bøgerne Skolebøger i 200 år (1970), Dannelse og demokrati : fra latin- til almenskole : lov om højere almenskoler 24. april 1903 (1976) og Danmarks historie. Bind 5. Tiden 1814-1864 (1985, i serien Gyldendals Danmarkshistorie, 1978-92).
I perioden 22. marts 1995 – 11. maj 2005 var han forstander for Det kongelige danske Selskab for Fædrelandets Historie.
Han var gift med Inge Skovgaard-Petersen (1932-2015) og de fik børnene Karen Skovgaard-Petersen, Jakob Skovgaard-Petersen og Eva Gulløv.